# Penngrove (Kalifornija)
Penngrove je naseljeno područje za statističke svrhe u američkoj saveznoj državi Kalifornija. Prema popisu stanovništva iz 2010. u njemu je živjelo 2.522 stanovnika.